# Willemine Polenaar
Willemina (Mien) Polenaar (Amsterdam, 4 april 1884 - Baarn, 22 maart 1985) was een Nederlandse tekenaar, lithograaf, kunstnijveraar, textielkunstenaar en textielontwerper. 
Wilhelmina Polenaar was dochter van Benedictus Polenaar en Clara van Es. Haar opleiding kreeg ze aan de Amsterdamse Dagteeken- en Kunstambachtsschool voor Meisjes. Tot haar leermeesters hoorden Georg Rueter en H. Hund. In de loop van de jaren tien maakte ze ex-libris en ontwerpen voor boekomslagen, kalenders, illustraties en borduurwerk. Omstreeks 1911 exposeerde ze als VANK-lid gebruiksgrafiek. Voor de tentoonstelling De Vrouw 1813-1913 tekende ze onder leiding van Willy Drupsteen samen met Cato Berlage, Dina Delcourt, Tine Baanders en Annie Tollenaar grafieken voor de diverse vormen van vrouwenarbeid.
Aan de Heerengracht 598 in Amsterdam had ze een "Atelier voor Sierkunst voor Ontwerpen van Boekbanden, oorkonden, programma’s, reclamedrukwerken, enz."
Nadat haar zwager in 1917 plotseling was gestorven ging ze voor de kinderen van haar zuster zorgen en werd ze minder actief. In 1957 verhuisde ze naar Baarn waar ze op honderdjarige leeftijd zou overlijden.